# 延亨黙
延 亨黙（ヨン・ヒョンムク、1931年11月3日 - 2005年10月22日）は、朝鮮民主主義人民共和国（北朝鮮）の政治家。第6代政務院総理（首相）や国防委員会副委員長などの要職を歴任した。本貫は谷山延氏。

## 経歴
チェコスロバキアへの留学経験がある。1968年より朝鮮労働党中央委員会の副部長や部長職を歴任し、1970年11月に党中央委員会書記に就任。1980年10月の第6回党大会で党政治局員・書記に選出される。1985年10月1日、第1次姜成山内閣において政務院第一副総理(第一副首相)に任命され、11月19日からは金属・機械工業委員長を兼務。しかし、翌年12月29日に姜成山が政務院総理を退任すると、延亨黙も閣僚の座を辞した。
1980年代後半の北朝鮮は、社会主義政策の行き詰まりにより、経済が危機的状況に陥っていった。金日成国家主席は、延亨黙の経済専門家としての手腕を買い、1988年12月12日、延亨黙を政務院総理に任命した。なお、総理就任に伴って党書記を退任している。
1990年9月5日、大韓民国の首都ソウルを訪問し、韓国国務総理（首相）の姜英勲との間で第1回南北総理会談を行った。その後も数度に渡って重要な南北協議を重ね、1992年には朝鮮半島非核化宣言を発表している。なお、この訪問で韓国の伝統酒「ムンベ酒」を飲んだ際、「一日でも早く北と南が一つに統一され、（かつて高句麗の領土だった）中国の東北3省地域を訪ねていかなければならない」と語ったことが中国政府の不興を買い、政務院総理を更迭される一因になったと指摘されている。
政務院総理に就任した延亨黙は経済改革に着手したが、すでに実権を掌握していた金正日書記は改革に否定的であった。結局改革は失敗し、1992年12月10日の第6期党中央委員会第20回総会と翌11日の最高人民会議で政務院総理の更迭が決まり、慈江道党委員会責任書記に左遷された。
後任の政務院総理に任命された姜成山は、金正日時代に入ってからは表立って政務を行うことは無くなっていった。延亨黙は逆に金正日の側近となっていった。1998年1月、「労働英雄」の称号を授与され、9月には金正日が委員長を務める国防委員会の委員に任命された。2003年9月には国防委員会副委員長に選出され、委員会内の序列は金正日委員長、趙明禄第一副委員長に次ぐ第3位となった。
2005年10月22日、死去。